# Ippolito Caffi

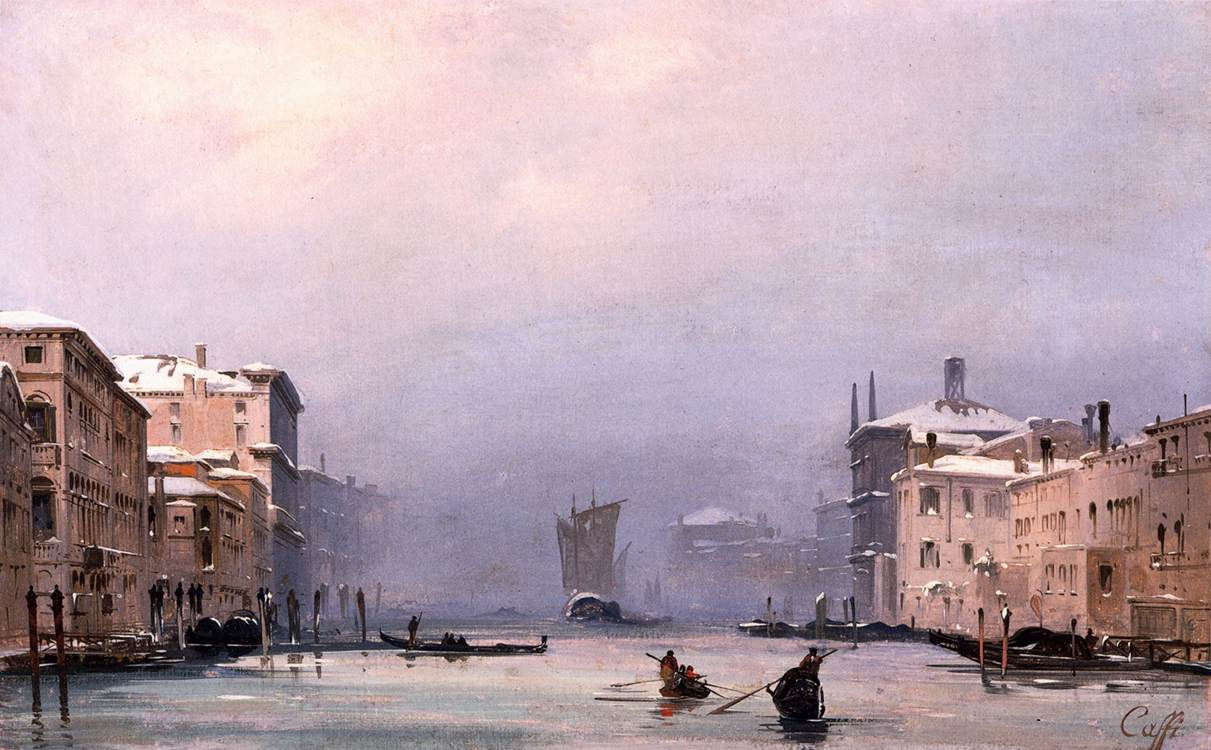
Ippolito Caffi - Hó és köd Grand Canalon

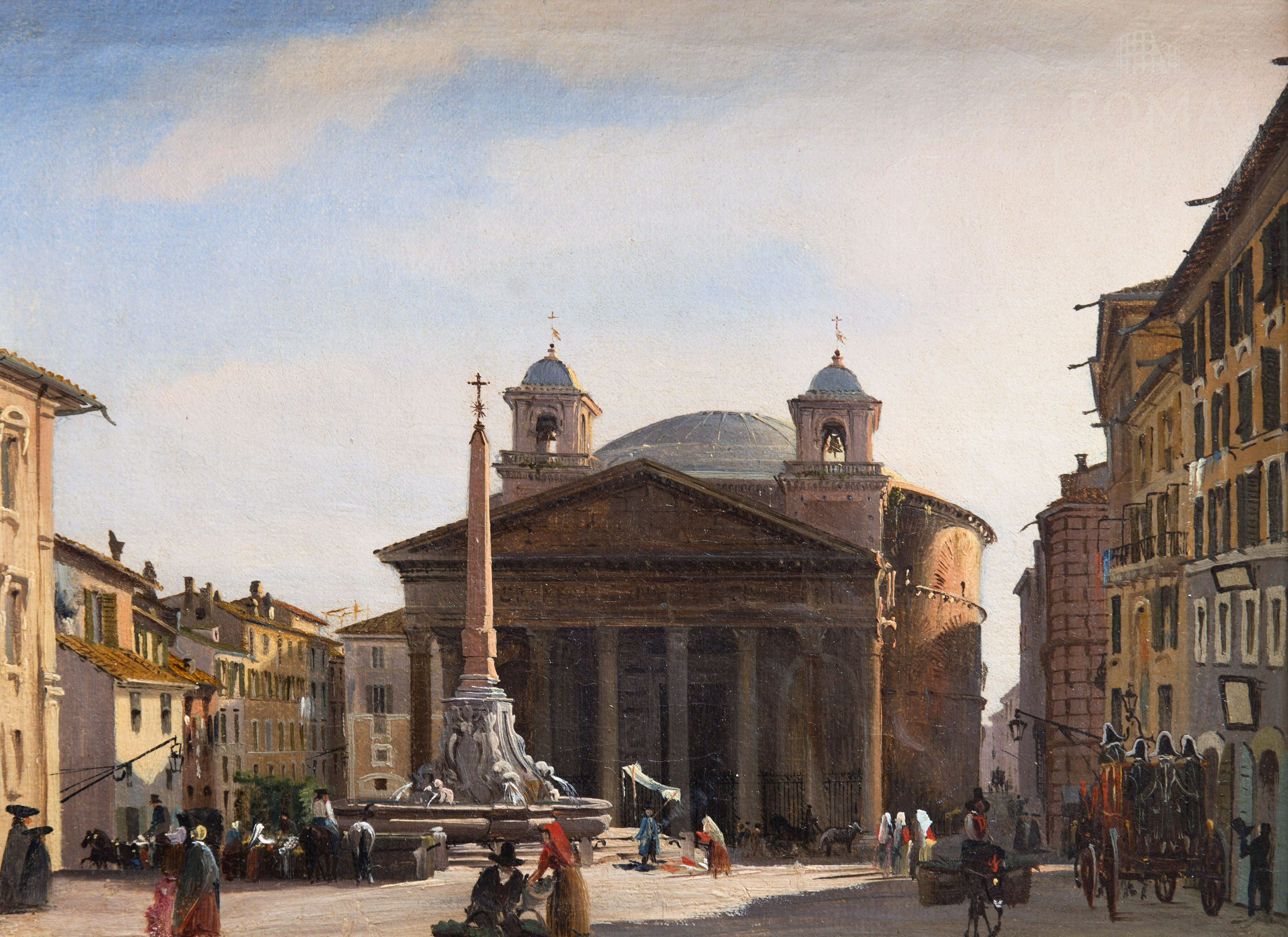
Ippolito Caffi: A római pantheon látképe

Ippolito Caffi (Habsburg Birodalom, Belluno, 1809. október 16. – Lissa közelében, 1866. július 20.) – itáliai festő.

## Élete
Ippolito Caffi 1809. október 16-án született az olaszországi Bellunóban. Apja Giacomo, anyja Maria Castellani volt. Tanulmányait Bellunóban kezdte, majd  unokatestvérével Pietro Paoletti festővel Padovába ment, ahol együtt dolgoztak egy másik  Bellunóba való művésszel a neoklasszikus stílusban festő Giovanni De Minnel, majd velencei akadémián tanultak, ahol megismerkedtek a 18. századi velencei festőkkel (ebben az időszakban készült a Rialto híd és a  Ca' Pesaro c. festménye is).
Caffi 1832-ben Rómába költözött, unokatestvérével Pietro Paolettivel együtt, majd 1833 elején Caffi itt Rómában megnyitotta saját műhelyét is, életét a rajznak és festészetnek szentelve. Bár székhelye Rómában volt, gyakran állították ki műveit más városokban is. Rómában való tartózkodása alatt egy hőlégballonon való utazása két romantikus kép megfestésére is ihlette.
1843-ban Nápolyba ment, és onnan továbbutazva meglátogatta Athént, Törökországot, Palesztinát és Egyiptomot is, majd 1844-ben visszatért Olaszországba.
1848-ban csatlakozott az Ausztria-ellenes felkeléshez, elfogták, majd Velencében tartózkodott egy évig. 1849-ben Genovában, majd Svájcban élt, 1850-ben pedig Torinóban telepedett le.
Londonban, majd Párizsban járt, ahol részt vett a világkiállításon, ezután Spanyolországba utazott, majd 1855-ben visszatért Rómába 1858-ban újra Velencébe ment. Gyakori látogatásai felkeltették az osztrák hatóságok gyanúját, s mint politikai foglyot bebörtönözték három hónapra San Severóban.
Innen visszatért Milánóba, majd Nápolyba ment, ahol csatlakozott Garibaldi hadseregéhez. 1860 után, Olaszország egyesítésekor, Caffi visszatért Velencébe, ahol újra festeni kezdett.
Termékeny festő volt. Egész életében viszonylag magas életszínvonalat sikerült tartania festményei eladásával (néhányat közülük sokszor reprodukálva az európai nemességnek, beleértve Ausztria hercegét is). Caffi munkái, bár modelljeit a 18. századi Velence ihlette, műveit sikerült modernizálnia új szempontokat használva, mint az éjszakai jeleneteket, mint szokatlan témákat, mint a ballonos repülést.
1866-ban, 57 éves korában halt meg Lissában, a harmadik olasz függetlenségi háború után visszafelé jövet az olasz királyság süllyedő hajóján Velence irányába Firenze, és onnan Taranto felé haladva.
Munkái közül szülővárosában, a Museo Civico di Bellunóban csak néhány található: Éjszakai ünnepély a San Pietro di Castellónál (olaj, vászon), Karaván a sivatagban (olaj, vászon), Velence hóban: A Santa Maria della Salute és a Grand Canal (olaj, vászon ), Belluno és a Monte Serva (olaj, vászon), A ködös Szent Márk tér (olaj, vászon). Más festményeinek  nagy része magángyűjteményekben és számos más múzeumban, villákban és palotákban; sok olasz és európai városban: Vatikán, Koppenhága, Róma, Torino, Treviso, Trieszt, Velence találhatók.